# Kevin Doyle (voetballer)
Kevin Doyle (Adamstown, 18 september 1983) is een professioneel voetballer uit Ierland. Hij is een rechtsbenige aanvaller, die zijn carrière begon in eigen land bij St. Patrick's Athletic. In 2015 tekende hij een contract bij Colorado Rapids, actief in de Amerikaanse MLS. Doyle maakte in 2006 zijn debuut in het Iers voetbalelftal.

## Clubcarrière

### Carrière in Ierland
Kevin Doyle begon zijn voetbalcarrière in de jeugd van Wexford Youths. Deze Ierse club, die toen nog geen proflicentie had, gold als een belangrijk opleidingsinstituut die spelers uit de regio begeleidde. In september 2001 maakte Doyle de overstap van deze club naar zijn eerste professionele voetbalvereniging, St. Patrick's Athletic uit de Ierse hoofdstad Dublin. Aanvankelijk was het de bedoeling dat hij in het jeugdelftal van de club zou spelen, maar in het seizoen 2002 mocht de aanvaller zijn debuut maken in de hoogste Ierse competitie, de League of Ireland. Gedurende dat seizoen kwam Doyle tot tien optredens voor St. Pat's Athletic. In februari 2003 vertrok hij bij deze club en tekende hij een contract bij het inmiddels failliete Cork City. In eerste instantie werd hij als rechtsbuiten gebruikt, maar al snel mocht hij op zijn natuurlijke positie van spits spelen. Daarin bleek Doyle succesvol te zijn voor Cork. In de 75 wedstrijden die hij in tweeënhalf seizoen voor de Ierse club zou spelen, maakte hij namelijk 25 doelpunten. Daarmee had hij noemenswaardig aandeel in het vice-kampioenschap behaalde in de Ierse competitie in 2004 en ook in het uiteindelijke kampioenschap van 2005. Het behalen van deze prijs maakte Doyle echter niet volledig mee, want in de zomer van dat jaar vertrok hij naar Engeland. Desondanks kreeg hij wel de kampioenschapsmedaille.

### Reading
Voor iets minder dan 120.000 euro nam het Engelse Reading FC op 7 juni 2005 Kevin Doyle over van Cork City. Aanvankelijk werd hij als wisselspeler achter spelers als Leroy Lita en Dave Kitson aangetrokken, maar toen laatstgenoemde geblesseerd raakte kreeg Doyle zijn kans om zich te bewijzen in het eerste elftal van Reading. Dankzij een aantal belangrijke doelpunten, waaronder het doelpunt dat ervoor zorgde dat Reading voor het eerst in de geschiedenis naar de Premier League promoveerde, werkte de Ier zich op tot vaste waarde bij Reading in het seizoen 2005/06. Dat Doyle van groot belang was voor zijn club bleek tevens aan het einde dit seizoen, toen hij door zowel de eigen supporters als door die van alle clubs uit The Championship bij elkaar uitgeroepen werd tot speler van het jaar.
Ook in de Premier League was Kevin Doyle een belangrijke speler voor Reading. Zo zorgde hij er met dertien doelpunten in het seizoen 2006/07 voor dat Reading in de hoogste Engelse competitie op een achtste plek eindigde. Een seizoen later kon de spits echter niet voorkomen dat de club degradeerde. Met een gelijk aantal punten als Fulham had Reading alleen een slechter doelsaldo, waardoor het op de achttiende plek in de Premier League eindigde en zodoende degradeerde naar The Championship. Voor Doyle was dit op dat moment geen reden om de club te verlaten; in het seizoen 2008/09 poogde Doyle de club terug te helpen naar de Premier League. Hier slaagde hij echter niet in, omdat Reading als vierde eindigde en de play-offs om promotie verloor van Burnley. Hierna besloot Doyle deze keer wel om de club te verlaten. Voor Reading speelde de Ierse spits in totaal 154 competitiewedstrijden. Daarin kwam hij 55 keer tot scoren.

### Wolverhampton Wanderers
Waar Reading niet terugkeerde naar het hoogste niveau, maakte Wolverhampton Wanderers voor aanvang van het seizoen 2009/10 wel de stap naar de Premier League. Kevin Doyle was een van de versterkingen die de club aantrok om zich te handhaven in deze divisie. Wolverhampton betaalde voor de Ier een bedrag van ruim zes miljoen pond, een clubrecord. Met negen doelpunten had hij een aandeel in het lijfsbehoud van Wolverhampton in de Premier League in het seizoen 2009/10.
Op 31 januari 2014 werd Doylverhuurd aan Queens Park Rangers. Hij maakte zijn debuut op 1 februari 2014 en maakte in die wedstrijd tegen Burnley ook direct zijn eerste doelpunt. Hij hielp QPR uiteindelijk aan het einde van het seizoen te promoveren naar de Premier League. Op 1 september 2014 werd Doyle verhuurd aan Crystal Palace. In de Premier League kwam hij bij Crystal Palace tot drie invalbeurten, waarin hij niet scoorde. Zijn laatste wedstrijd voor de club speelde hij in de FA Cup tegen Dover Athletic. In die wedstrijd maakte hij één doelpunt.

### Colorado Rapids
Op 20 maart 2015 werd bekendgemaakt dat Doyle met Colorado Rapids overeen was gekomen om, nadat hij zij contract bij Wolverhampton had uitgediend, in juli over te stappen naar de club. Colorado Rapids kwam echter met Wolverhampton overeen dat Doyle direct na het einde van het Engelse seizoen, in mei van 2015, bij Colorado kon aansluiten. Zijn debuut in de Major League Soccer maakte hij op 23 mei 2015 tegen Vancouver Whitecaps. Zijn eerste doelpunt voor de club maakte hij op 4 juli 2015, opnieuw tegen de Whitecaps.

## Interlandcarrière
In het nationaal jeugdelftal speelde Kevin Doyle elf interlands, waarin hij zes doelpunten maakte. Zijn debuut in het Iers voetbalelftal maakte hij op 1 maart 2006 in een vriendschappelijke interland tegen Zweden (3–0 winst). Doordat hij datzelfde jaar ook tegen Duitsland meespeelde in een kwalificatiewedstrijd voor het Europees kampioenschap voetbal 2008 won zijn familie honderd pond, omdat ze gewed had dat Doyle ooit in een officiële interland voor Ierland mee zou spelen. Het was tegen San Marino dat Doyle zijn eerste interlanddoelpunt maakte.
Doyle nam met Ierland deel aan het Europees kampioenschap voetbal 2012 in Polen en Oekraïne, waar de ploeg van bondscoach Giovanni Trapattoni werd uitgeschakeld in de groepsronde na nederlagen tegen achtereenvolgens Kroatië (3–1), Spanje (4–0) en Italië (2–0).

## Spelersstatistieken

### Overzicht als clubspeler
| Seizoen         | Club                       |                           | Competitie          | Competitie | Competitie | Beker | Beker | Internationaal | Internationaal | Totaal | Totaal |
| Seizoen         | Club                       | Wed.                      | Competitie          | Dlp.       | Wed.       | Dlp.  | Wed.  | Dlp.           | Wed.           | Dlp.   |        |
| --------------- | -------------------------- | ------------------------- | ------------------- | ---------- | ---------- | ----- | ----- | -------------- | -------------- | ------ | ------ |
| 2005/06         | Reading                    | Vlag van Engeland         | Championship        | 45         | 18         | 6     | 1     | –              | –              | 51     | 19     |
| 2006/07         | Reading                    | Vlag van Engeland         | Premier League      | 32         | 13         | 2     | 0     | –              | –              | 34     | 13     |
| 2007/08         | Reading                    | Vlag van Engeland         | Premier League      | 36         | 6          | 0     | 0     | –              | –              | 36     | 6      |
| 2008/09         | Reading                    | Vlag van Engeland         | Championship        | 42         | 18         | 0     | 0     | –              | –              | 42     | 18     |
| Club totaal     | Club totaal                | Club totaal               | Club totaal         | 155        | 55         | 8     | 1     | 0              | 0              | 163    | 56     |
| 2009/10         | Wolverhampton Wanderers    | Vlag van Engeland         | Premier League      | 34         | 9          | 3     | 0     | –              | –              | 37     | 9      |
| 2010/11         | Wolverhampton Wanderers    | Vlag van Engeland         | Premier League      | 26         | 5          | 5     | 3     | –              | –              | 31     | 8      |
| 2011/12         | Wolverhampton Wanderers    | Vlag van Engeland         | Premier League      | 33         | 4          | 3     | 0     | –              | –              | 36     | 4      |
| 2012/13         | Wolverhampton Wanderers    | Vlag van Engeland         | Championship        | 42         | 9          | 2     | 0     | –              | –              | 44     | 9      |
| 2013/14         | Wolverhampton Wanderers    | Vlag van Engeland         | League One          | 23         | 3          | 2     | 0     | –              | –              | 25     | 3      |
| 2014/15         | Wolverhampton Wanderers    | Vlag van Engeland         | Championship        | 6          | 0          | 0     | 0     | –              | –              | 6      | 0      |
| Club totaal     | Club totaal                | Club totaal               | Club totaal         | 164        | 30         | 15    | 3     | 0              | 0              | 179    | 33     |
| 2013/14         | Queens Park Rangers (huur) | Vlag van Engeland         | Championship        | 12         | 2          | 0     | 0     | –              | –              | 12     | 2      |
| Club totaal     | Club totaal                | Club totaal               | Club totaal         | 12         | 2          | 0     | 0     | 0              | 0              | 12     | 2      |
| 2014/15         | Crystal Palace (huur)      | Vlag van Engeland         | Premier League      | 3          | 0          | 2     | 1     | –              | –              | 5      | 1      |
| Club totaal     | Club totaal                | Club totaal               | Club totaal         | 3          | 0          | 2     | 1     | 0              | 0              | 5      | 1      |
| 2015            | Colorado Rapids            | Vlag van Verenigde Staten | Major League Soccer | 20         | 5          | 2     | 0     | –              | –              | 22     | 5      |
| 2016            | Colorado Rapids            | Vlag van Verenigde Staten | Major League Soccer | 26         | 6          | 2     | 0     | –              | –              | 28     | 6      |
| Club totaal     | Club totaal                | Club totaal               | Club totaal         | 46         | 11         | 4     | 0     | 0              | 0              | 60     | 11     |
| Carrière totaal | Carrière totaal            | Carrière totaal           | Carrière totaal     | 380        | 98         | 29    | 5     | 0              | 0              | 399    | 103    |

Bijgewerkt op 21 februari 2016.

### Overzicht als interlandspeler
| Interlands van Kevin Doyle voor Ierland | Interlands van Kevin Doyle voor Ierland | Interlands van Kevin Doyle voor Ierland | Interlands van Kevin Doyle voor Ierland | Interlands van Kevin Doyle voor Ierland | Interlands van Kevin Doyle voor Ierland | Interlands van Kevin Doyle voor Ierland |
| №                                       | Datum                                   | Wedstrijd                               | Uitslag                                 | Soort wedstrijd                         | Doelpunten                              |                                         |
| Als speler bij Reading                  | Als speler bij Reading                  | Als speler bij Reading                  | Als speler bij Reading                  | Als speler bij Reading                  | Als speler bij Reading                  | Als speler bij Reading                  |
| --------------------------------------- | --------------------------------------- | --------------------------------------- | --------------------------------------- | --------------------------------------- | --------------------------------------- | --------------------------------------- |
| 1.                                      | 1 maart 2006                            | Ierland – Zweden                        | 3 – 0                                   | Vriendschappelijk                       |                                         |                                         |
| 2.                                      | 24 mei 2006                             | Ierland – Chili                         | 0 – 1                                   | Vriendschappelijk                       |                                         |                                         |
| 3.                                      | 16 augustus 2006                        | Ierland – Nederland                     | 0 – 4                                   | Vriendschappelijk                       |                                         |                                         |
| 4.                                      | 2 september 2006                        | Duitsland – Ierland                     | 1 – 0                                   | Kwalificatie EK 2008                    |                                         |                                         |
| 5.                                      | 15 november 2006                        | Ierland – San Marino                    | 5 – 0                                   | Kwalificatie EK 2008                    | 21'                                     |                                         |
| 6.                                      | 24 maart 2007                           | Ierland – Wales                         | 1 – 0                                   | Kwalificatie EK 2008                    |                                         |                                         |
| 7.                                      | 28 maart 2007                           | Ierland – Slowakije                     | 1 – 0                                   | Kwalificatie EK 2008                    | 12'                                     |                                         |
| 8.                                      | 23 mei 2007                             | Ecuador – Ierland                       | 1 – 1                                   | Vriendschappelijk                       | 44'                                     |                                         |
| 9.                                      | 26 mei 2007                             | Bolivia – Ierland                       | 1 – 1                                   | Vriendschappelijk                       |                                         |                                         |
| 10.                                     | 22 augustus 2007                        | Denemarken – Ierland                    | 0 – 4                                   | Vriendschappelijk                       |                                         |                                         |
| 11.                                     | 8 september 2007                        | Slowakije – Ierland                     | 2 – 2                                   | Kwalificatie EK 2008                    |                                         |                                         |
| 12.                                     | 12 september 2007                       | Tsjechië – Ierland                      | 1 – 0                                   | Kwalificatie EK 2008                    |                                         |                                         |
| 13.                                     | 13 oktober 2007                         | Ierland – Duitsland                     | 0 – 0                                   | Kwalificatie EK 2008                    |                                         |                                         |
| 14.                                     | 17 oktober 2007                         | Ierland – Cyprus                        | 1 – 1                                   | Kwalificatie EK 2008                    |                                         |                                         |
| 15.                                     | 17 november 2007                        | Wales – Ierland                         | 2 – 2                                   | Kwalificatie EK 2008                    | 60'                                     |                                         |
| 16.                                     | 6 februari 2008                         | Ierland – Brazilië                      | 0 – 1                                   | Vriendschappelijk                       |                                         |                                         |
| 17.                                     | 24 mei 2008                             | Ierland – Servië                        | 1 – 1                                   | Vriendschappelijk                       |                                         |                                         |
| 18.                                     | 29 mei 2008                             | Ierland – Colombia                      | 1 – 0                                   | Vriendschappelijk                       |                                         |                                         |
| 19.                                     | 20 augustus 2008                        | Noorwegen – Ierland                     | 1 – 1                                   | Vriendschappelijk                       |                                         |                                         |
| 20.                                     | 6 september 2008                        | Georgië – Ierland                       | 1 – 2                                   | Kwalificatie WK 2010                    | 13'                                     |                                         |
| 21.                                     | 10 september 2008                       | Montenegro – Ierland                    | 0 – 0                                   | Kwalificatie WK 2010                    |                                         |                                         |
| 22.                                     | 15 oktober 2008                         | Ierland – Cyprus                        | 1 – 0                                   | Kwalificatie WK 2010                    |                                         |                                         |
| 23.                                     | 19 november 2008                        | Ierland – Polen                         | 2 – 3                                   | Vriendschappelijk                       |                                         |                                         |
| 24.                                     | 11 februari 2009                        | Ierland – Georgië                       | 2 – 1                                   | Kwalificatie WK 2010                    |                                         |                                         |
| 25.                                     | 28 maart 2009                           | Ierland – Bulgarije                     | 1 – 1                                   | Kwalificatie WK 2010                    |                                         |                                         |
| 26.                                     | 1 april 2009                            | Italië – Ierland                        | 1 – 1                                   | Kwalificatie WK 2010                    |                                         |                                         |
| Als speler bij Wolverhampton Wanderers  |                                         |                                         |                                         |                                         |                                         |                                         |
| 27.                                     | 12 augustus 2009                        | Ierland – Australië                     | 0 – 3                                   | Vriendschappelijk                       |                                         |                                         |
| 28.                                     | 5 september 2009                        | Cyprus – Ierland                        | 1 – 2                                   | Kwalificatie WK 2010                    | 5'                                      |                                         |
| 29.                                     | 8 september 2009                        | Ierland – Zuid-Afrika                   | 1 – 0                                   | Vriendschappelijk                       |                                         |                                         |
| 30.                                     | 10 oktober 2009                         | Ierland – Italië                        | 2 – 2                                   | Kwalificatie WK 2010                    |                                         |                                         |
| 31.                                     | 14 november 2009                        | Ierland – Frankrijk                     | 0 – 1                                   | Kwalificatie WK 2010                    |                                         |                                         |
| 32.                                     | 18 november 2009                        | Frankrijk – Ierland                     | 1 – 1                                   | Kwalificatie WK 2010                    |                                         |                                         |
| 33.                                     | 2 maart 2010                            | Ierland – Brazilië                      | 0 – 2                                   | Vriendschappelijk                       |                                         |                                         |
| 34.                                     | 25 mei 2010                             | Ierland – Paraguay                      | 2 – 1                                   | Vriendschappelijk                       | 7'                                      |                                         |
| 35.                                     | 28 mei 2010                             | Ierland – Algerije                      | 3 – 0                                   | Vriendschappelijk                       |                                         |                                         |
| 36.                                     | 3 september 2010                        | Armenië – Ierland                       | 0 – 1                                   | Kwalificatie EK 2012                    |                                         |                                         |
| 37.                                     | 7 september 2010                        | Ierland – Andorra                       | 3 – 1                                   | Kwalificatie EK 2012                    | 41'                                     |                                         |
| 38.                                     | 8 oktober 2010                          | Ierland – Rusland                       | 2 – 3                                   | Kwalificatie EK 2012                    |                                         |                                         |
| 39.                                     | 17 november 2010                        | Ierland – Noorwegen                     | 1 – 2                                   | Vriendschappelijk                       |                                         |                                         |
| 40.                                     | 8 februari 2011                         | Ierland – Wales                         | 3 – 0                                   | Carling Nations Cup                     |                                         |                                         |
| 41.                                     | 26 maart 2011                           | Ierland – Macedonië                     | 2 – 1                                   | Kwalificatie EK 2012                    |                                         |                                         |
| 42.                                     | 2 september 2011                        | Ierland – Slowakije                     | 0 – 0                                   | Kwalificatie EK 2012                    |                                         |                                         |
| 43.                                     | 6 september 2011                        | Rusland – Ierland                       | 0 – 0                                   | Kwalificatie EK 2012                    |                                         |                                         |
| 44.                                     | 7 oktober 2011                          | Andorra – Ierland                       | 0 – 2                                   | Kwalificatie EK 2012                    | 8'                                      |                                         |
| 45.                                     | 11 oktober 2011                         | Ierland – Armenië                       | 2 – 1                                   | Kwalificatie EK 2012                    |                                         |                                         |
| 46.                                     | 15 november 2011                        | Ierland – Estland                       | 1 – 1                                   | Kwalificatie EK 2012                    |                                         |                                         |
| 47.                                     | 26 mei 2012                             | Ierland – Bosnië en Herzegovina         | 1 – 0                                   | Vriendschappelijk                       |                                         |                                         |
| 48.                                     | 4 juni 2012                             | Hongarije – Ierland                     | 0 – 0                                   | Vriendschappelijk                       |                                         |                                         |
| 49.                                     | 10 juni 2012                            | Kroatië – Ierland                       | 3 – 1                                   | EK 2012                                 |                                         |                                         |
| 50.                                     | 18 juni 2012                            | Italië – Ierland                        | 2 – 0                                   | EK 2012                                 |                                         |                                         |
| 51.                                     | 7 september 2012                        | Kazachstan – Ierland                    | 1 – 2                                   | Kwalificatie WK 2014                    | 90'                                     |                                         |
| 52.                                     | 11 september 2012                       | Oman – Ierland                          | 1 – 4                                   | Vriendschappelijk                       | 36'                                     |                                         |
| 53.                                     | 14 november 2012                        | Ierland – Griekenland                   | 0 – 1                                   | Vriendschappelijk                       |                                         |                                         |
| 54.                                     | 11 oktober 2013                         | Duitsland – Ierland                     | 3 – 0                                   | Kwalificatie WK 2014                    |                                         |                                         |
| 55.                                     | 15 oktober 2013                         | Ierland – Kazachstan                    | 3 – 1                                   | Kwalificatie WK 2014                    |                                         |                                         |
| 56.                                     | 15 november 2013                        | Ierland – Letland                       | 3 – 0                                   | Vriendschappelijk                       |                                         |                                         |
| 57.                                     | 19 november 2013                        | Polen – Ierland                         | 0 – 0                                   | Vriendschappelijk                       |                                         |                                         |
| Als speler bij Queens Park Rangers      |                                         |                                         |                                         |                                         |                                         |                                         |
| 58.                                     | 6 juni 2014                             | Costa Rica – Ierland                    | 1 – 1                                   | Vriendschappelijk                       | 18'                                     |                                         |
| 59.                                     | 10 juni 2014                            | Ierland – Portugal                      | 1 – 5                                   | Vriendschappelijk                       |                                         |                                         |
| Als speler bij Crystal Palace           |                                         |                                         |                                         |                                         |                                         |                                         |
| 60.                                     | 3 september 2014                        | Georgië – Ierland                       | 1 – 2                                   | Kwalificatie EK 2016                    |                                         |                                         |
| 61.                                     | 11 oktober 2014                         | Ierland – Gibraltar                     | 7 – 0                                   | Kwalificatie EK 2016                    |                                         |                                         |

## Erelijst
- League of Ireland: 2005 (Cork City)
- The Championship: 2006 (Reading)
- The Championship Speler van het Jaar: 2006 (Reading)
- The Championship Speler in het Elftal van het Jaar: 2006 (Reading)
- Iers Talent van het Jaar: 2006 (Reading)
- Football League One: 2014 (Wolverhampton)
- The Championship play-offs: 2014 (Wolverhampton)